# Mike O'Hearn
Michael O'Hearn, dit Mike O'Hearn, né le 26 janvier 1969 à Kirkland (Washington), est un culturiste, coach sportif, acteur et mannequin américain. Il a fait la couverture de plus de 400 magazines, a été nommé sept fois « Fitness Model of the Year » et a remporté quatre fois le titre de « Mr. Natural Universe ». Il a joué le rôle du gladiateur « Titan » dans la reprise de l'émission American Gladiators en 2008. O'Hearn est la seule personne à avoir été gladiateur à la fois dans la série originale (1989-1996) (en tant que Thor) et dans la série de 2008. Il est le fondateur de Power Bodybuilding, un programme d'entraînement qui se concentre sur le développement de la force et de l'hypertrophie, ainsi que sur l'esthétique.

## Biographie
O'Hearn est né à Kirkland, dans l'État de Washington, le 26 janvier 1969 et a huit frères et sœurs.

## Carrière

### En tant qu'acteur
O'Hearn a tenu un petit rôle secondaire dans le film Death Becomes Her (1992) et a ensuite joué le rôle de Superman dans le film de Sandy Collora World's Finest (2004). Il est apparu dans le rôle du gladiateur Titan lors de la reprise d'American Gladiators en 2008, ce qui fait de lui la seule personne à être apparue à la fois dans la série originale (dans laquelle il jouait le gladiateur Thor) et dans la série de reprise. Il a également joué le rôle de Michael O'Dell dans l'émission Battle Dome, qui ressemble à American Gladiators, de 1999 à 2001. En 2008, il a fait une apparition dans le feuilleton de NBC Days of Our Lives en tant que barman, et a repris son rôle de Titan dans un épisode de Celebrity Family Feud de NBC avec ses collègues gladiateurs Jet, Venom et Wolf. En février 2009, il a fait une apparition en tant que combattant de cage dans l'épisode 14 de Knight Rider (NBC). En 2011, il est apparu dans la saison 7 de It's Always Sunny in Philadelphia, jouant l'« avatar » de Mac dans l'épisode How Mac Got Fat. La même année, il a joué le rôle d'un culturiste dans l'épisode Muscle I'd Like to Flex de Workaholics. En 2012, O'Hearn a autoproduit et joué dans le thriller de science-fiction en 7 épisodes, Alter Ego. En 2023, il apparait dans l'épisode 14 de la saison 6 de la série 911 en tant que le père d'un bodybuilder.

## Culture populaire
O'Hearn est devenu un mème Internet sur le réseau social TikTok en 2023. Il est représenté aux côtés de la chanson What Is Love de Haddaway, ralentie et reverb.